# Quinn Martin
Quinn Martin (New York, 22 maggio 1922 – San Diego, 5 settembre 1987) è stato un produttore televisivo e sceneggiatore statunitense.
Tra i più prolifici e importanti produttori statunitensi di sempre, grazie alla trasmissione di serie televisive di enorme successo (da Gli intoccabili a Le strade di San Francisco) ebbe per 21 anni di fila, tra il 1959 e il 1980, almeno una serie in onda nel prime time di un network nazionale.

## Biografia
Nato a New York City come Irwin Martin Cohn, Martin era il secondogenito dei due figli di Martin G. Cohn, un montatore e produttore della MGM, e di Anna Cohn. Cresciuto a Los Angeles dall'età di 4 anni, si diplomò alla Fairfax High School.
 Servì per cinque anni la US Army durante la seconda guerra mondiale, arruolandosi nel settembre 1940 nei Signal Corps a Fort MacArthur (San Pedro,) e conseguendo il grado di sergente: è probabilmente è in questo periodo che cambia il suo nome in Quinn Martin.
Dopo aver frequentato l'Università della California a Berkeley (facoltà di lingua inglese) senza tuttavia portare a compimento gli studi, inizia la sua carriera in televisione come montatore alla MGM, poi come uno dei responsabili della post-produzione per varie major (tra cui l'Universal, dal 1950 al 1954), e diventando, dalla metà degli anni cinquanta, produttore esecutivo per i Desilu Studios. Scrisse anche alcune sceneggiature per The Jane Wyman Show (NBC, 1957) e per The Desilu Playhouse (1958). La sua prima moglie, Madelyn Pugh Davis, era una degli sceneggiatori che idearono la sitcom classica Lucy ed io (1951-1957), trasmessa da Desilu, trasmissione di enorme successo (primo "programma ad essere visto in 10 milioni di case" nonché "modello per tutte le future sitcom").
Nel 1959 iniziò l'attività di produzione, con il film tv, diviso in due parti, che divenne l'episodio pilota speciale della futura serie televisiva Gli intoccabili, ben presto una delle serie di punta della ABC (anche per le polemiche sulla violenza mostrata sullo schermo, che portò alla denuncia al Congresso) e che vide Martin produttore per le prime due stagioni, tra il 1957 e il 1959.
Nel 1960 Martin diede vita alla propria società di produzione, la QM Productions, che gestì fino alla vendita alla Taft Broadcasting nel 1978.
 In seguito lavorò come professore a contratto presso il San Diego Warren College. Istituì una borsa di studio per le arti teatrali agli studenti di comunicazione alla Santa Clara University.

È morto nel 1987, a 65 anni, per un attacco di cuore nella sua abitazione a Rancho Santa Fe.

## QM Productions
La QM Productions produsse nel corso degli anni sessanta e settanta, una quindicina tra le più note serie televisive dell'epoca: Il fuggiasco, Twelve O'Clock High, F.B.I., Gli invasori, Le strade di San Francisco, Cannon, Barnaby Jones. Produsse anche circa 20 film tv.
L'unica incursione nel cinema fu nel 1971 con la pellicola La macchia della morte, "horror satanico che uscì sulla scia di Rosemary's Baby".

## Premi principali
- Stella alla Hollywood Walk of Fame: Categoria Televisione, 6667 Hollywood Blvd.